# Lo Siento (canção de Super Junior)
"Lo Siento" é uma canção do grupo sul-coreano Super Junior, que possui a participação da cantora estadunidense Leslie Grace e os produtores Play-N-Skillz. A canção foi lançada em 12 de abril de 2018, como o single principal de Replay (2018), uma versão de relançamento de Play (2017), seu oitavo álbum de estúdio coreano. A canção marca a primeira colaboração do grupo com um artista estrangeiro. 
Musicalmente, "Lo Siento" contém elementos de "pista de dança trilíngue com inclinações tropicais", já que é cantada em coreano, espanhol e inglês. Suas letras referem-se sobre passar o tempo lentamente. O lançamento de "Lo Siento", levou o Super Junior a tornar-se o primeiro artista de K-pop a entrar em uma parada latina da Billboard, devido o single estrear no top 13 na parada de vendas de canções digitais latinas.

## Antecedentes e recepção
Depois que Play foi lançado em 6 de novembro de 2017, a SM Entertainment anunciou que a versão reembalada do álbum seria lançada em 12 de abril de 2018. A faixa-título foi confirmada como sendo "Lo Siento" e marcou o retorno do membro do Super Junior, Siwon. Posteriormente, o membro Heechul anunciou que não iria promover o álbum devido a uma lesão na perna.
A produção de "Lo Siento" chamou a atenção por ser a primeira colaboração do Super Junior com um artista estrangeiro e por incluir vários idiomas em uma mesma canção. Tamar Herman escrevendo para a Billboard analisou o single, descrevendo-o como uma "faixa dançante ousada e otimista", que combinava "estilo tropical do pop latino" e "cordas rítmicas", formando uma "batida constante".
Em agosto de 2018, "Lo Siento" venceu um prêmio no Kids 'Choice Awards México na categoria de Melhor Colaboração, além disso, a faixa foi incluída na lista de 20 Melhores Canções de K-pop do Ano pela equipe da Billboard, que escreveu que "À medida que o K-pop se move mais ativamente para as indústrias musicais globais, 'Lo Siento' eleva o padrão para tais parcerias artísticas".

### Prêmios
| Ano  | Premiação                              | Categoria          | Resultado | Ref.  |
| ---- | -------------------------------------- | ------------------ | --------- | ----- |
| 2018 | Nickelodeon Mexico Kids' Choice Awards | Melhor Colaboração | Venceu    | [ 4 ] |

## Promoção e outras versões
"Lo Siento" foi promovida pelo Super Junior, através de diversos programas musicais na Coreia do Sul, iniciando em 12 de abril no M Countdown, sendo seguido por Show! Music Core, Music Bank e Inkigayo. Para as apresentações, uma nova versão de "Lo Siento" executada pelos vocais femininos de Somin e Jiwoo do grupo misto Kard, foram realizadas. Esta versão da canção, também está incluída na versão digital de Replay.'

## Desempenho nas paradas musicais
Com o seu lançamento, "Lo Siento" tornou-se a primeira canção de K-pop a entrar na tabela musical da Billboard em Latin Digital Song Sales, estreando em seu pico de número treze. A faixa também estreou em seu pico de número dois pela tabela Billboard World Digital Song Sales, ao obter vendas de duas mil cópias digitais.

### Posições semanais
| Parada musical (2018)                               | Melhor posição |
| --------------------------------------------------- | -------------- |
| Estados Unidos - Billboard Latin Digital Song Sales | 13             |
| Estados Unidos - Billboard World Digital Songs      | 2              |

## Histórico de lançamento
| Região | Data de lançamento  | Formato                    | Gravadora   | Ref.   |
| ------ | ------------------- | -------------------------- | ----------- | ------ |
| Mundo  | 12 de abril de 2018 | Download digital streaming | SM Label SJ | [ 12 ] |